# August (actriz porno)
August (Oxnard, California; 13 de septiembre de 1981) es una actriz pornográfica y modelo de glamour estadounidense.
August entró en la industria del porno en 2001, como protagonista en la pornografía amateur en la película More Dirty Debutantes 197 de Ed Powers y Up and Cummers 100 con Randy West. Desde entonces, ha protagonizado más de 200 prestaciones.
Sus actuaciones más notables son Lex the Impaler 2, con Lexington Steele y Julian's Seductions 1. August también ha aparecido en escenas lésbicas como en Hot Showers 5 con Becca Bratt e Innocence Baby Doll con Gauge.

## Premios
- 2004 AVN Award nominada – Mejor escena de sexo en pareja (Video)[3]
- 2008 AVN Award nominada – Mejor actriz de soporte (Video)[4]
- 2009 AVN Award nominada – Mejor escena de sexo grupal – Oil Overload[5]